# مارتن دوبريويل
مارتن دوبريويل هو ممثل كندي، ولد في 26 مايو 1972 في مونتريال في كندا.

## وصلات خارجية
- مارتن دوبريويل على موقع IMDb (الإنجليزية)
- مارتن دوبريويل على موقع ألو سيني (الفرنسية)
- مارتن دوبريويل على موقع ميوزك برينز (الإنجليزية)
- مارتن دوبريويل على موقع أول موفي (الإنجليزية)
- مارتن دوبريويل على موقع ديسكوغز (الإنجليزية)
- مارتن دوبريويل على موقع قاعدة بيانات الفيلم (الإنجليزية)
- مارتن دوبريويل على موقع كينوبويسك (الروسية)